# بیمارگونگی
بیمارگونگی (Malaise) به عدم آسایش، ناآرامی، اضطراب و تشویش گفته می‌شود. این حالت می‌تواند علتی درونی مانند اضطراب و غم یا علتی بیرونی مانند سرما و سروصدا داشته باشد.

## موارد مؤثر
- بی‌قراری حرکتی
- ارتفاع‌زدگی
- کم‌خونی
- آفت دهان
- آپاندیسیت
- Babesiosis
- Bolivian hemorrhagic fever
- اختلال شخصیت مرزی
- بیماری خراش گربه
- آبله مرغان
- خستگی مزمن
- لوسمی مزمن میلوئیدی
- نارسایی مزمن کلیه
- سینوزیت
- سرماخوردگی
- التهاب ملتحمه
- زکام
- مرض قند
- نفروپاتی دیابتی
- Dysautonomia
- ویروس ابولا
- صرع
- تب
- فیبرومیالژیا
- سندرم ژیلبرت
- هموکروماتوز (Haemochromatosis)
- کم خونی همولیتیک
- زونا
- اچ‌آی‌وی / ایدز
- نشانگان هلپ
- هپاتیت
- هیپوناترمی
- عفونت
- مونونوکلئوز عفونی
- Infectious endocarditis
- پریکاردیت
- آنفلوانزا
- مسمومیت سرب
- سرطان خون
- لوپوس(Lupus erythematosus)
- بیماری لایم
- اختلال افسردگی اساسی
- مالاریا
- استافیلوکک طلائی (مقاوم به درمان)
- میگرن
- مولتیپل میلوما
- Neurotoxicity
- Opsoclonus myoclonus syndrome
- طاعون
- سینه‌پهلو
- تب کیو
- هاری
- روماتیسم مفصلی
- خنازیر
- اسکوروی
- Sickness behavior
- Sleeping sickness
- آبله
- استافیلوکک
- گلودرد استرپتوکوکی
- سیفیلیس
- Withdrawal